# Вовлечённость персонала
Вовлечённость — (отглагольное существительное, появилось от глагола «вовлекать», «вовлечь» — побудить, привлечь к участию в чём-либо) — физическое, эмоциональное и интеллектуальное состояние, в котором сотрудники стремятся выполнять работу как можно лучше, достигать результатов.
Изначально понятие вовлечённости использовалось социальными психологами для оценки степени адаптации людей к роли. Уильям Кан предоставил первое формальное определение вовлечения персонала как «привязанность членов организации к своим рабочим ролям; вовлеченные люди используют и выражают себя физически, познавательно и эмоционально во время реализации ролевого поведения». Однако в дальнейшем исследование вовлечённости персонала стало использоваться компаниями для диагностики отношения сотрудников к своей работе и компании, а также для оценки качества работы менеджеров и кадровых служб.
Исследования показывают, что вовлечённость имеет сильную корреляцию с результатами бизнеса (0,7—0,8): совокупный доход акционеров, производительность, текучесть кадров и удовлетворённость потребителей. Высокая вовлечённость обеспечивает компании экономическую выгоду: сотрудник по максимуму использует свой опыт, навыки, время, чтобы быстрее и качественнее выполнить задачу.
Алексей Клочков, автор книги "Вовлеченность и лояльность персонала от А до Я", пишет: «Чтобы человек прикладывал максимум усилий при выполнении рабочих задач, должны быть соблюдены два условия: работа должна увлекать и мотивировать его, а внешнее окружение — помогать эффективно выполнять рабочие обязанности. То есть вовлечённость складывается из двух составляющих — внутреннего настроя сотрудника на работу и продуктивной рабочей среды.»

## Уровни приверженности к компании
Можно выделить несколько уровней приверженности сотрудников к компании.
Удовлетворённость подразумевает, что человека в целом устраивает компания, в которой он работает. Он доволен определёнными составляющими, например зарплатой, условиями труда, возможностями обучения и будет продолжать здесь работать, но не прикладывая особых усилий.
Лояльность значит, что сотруднику нравится компания, и он готов трудиться здесь ещё долгое время, оставаясь преданным работником, но по-прежнему не прилагая лишних усилий.
Вовлечённость же считается наивысшим уровнем, когда человек радеет за свою компанию, выкладывается и старается работать как можно лучше. Это можно сравнить с предпринимательской моделью, когда сотрудник воспринимает бизнес компании как свой, и считает своим долгом внести свой вклад в его процветание. Таким образом, вовлечённость можно определить как состояние эмоциональной и интеллектуальной приверженности компании, которая побуждает сотрудника выполнять его работу как можно лучше.

## Последствия
Психологическая безопасность
По мнению Эми Эдмондсон, вовлеченность сотрудников напрямую связана с психологической безопасностью в компании, что в свою очередь, влечет множество позитивных последствий для компании в целом